# D.C.toVCラジオ
『D.C.toVCラジオ』（ディーシートゥーブイシーラジオ）は、『D.C.II 〜ダ・カーポII〜』『ヴァルキリーコンプレックス』関連で、インターネットラジオ配信サイト「HiBiKi Radio Station」で配信されたインターネットラジオ番組。

## 番組概要

### 配信曜日など
HiBiKi Radio Station
- 毎週木曜日更新
- 放送：2009年5月14日 - 2010年3月25日

### パーソナリティ
- ひなき藍（声優）朝倉音姫/キリエ・レイソン役
- きのみ聖（声優）朝倉由夢/レジーナ・アマランタイン役
- 立花あや（声優）月島小恋/メイプール役

### 番組テーマ曲
オープニング
- 『聖戦スペクタル』 Ceui（第0回 - 第13回）
- 『Happy days』[1]（第14回 - 第45回）

エンディング
- 『聖戦スペクタル』 Ceui（第3回）
- 『ダ・カーポII 〜あさきゆめみし君と〜』 yozuca*（第4回）
- 『ONENESS』 瀬名（第5回 - 第31回）
- 『Graduation from yesterday』 yozuca*（第32回 - 第45回）
- 『Happy days』（第45回）

## 番組コーナー
- 普通のおたより
- べ、別にメールが来たからやるんじゃないんだからね
- 『D.C.II』あなたの名場面セレクション
- 『D.C. to VC RADIO』の思い出
- サーカスソングリクエスト
- 初音島から……
- 本日の一言、おかわり
- おしえて! tororo団長ゼミナール（隔週配信）
- サーカス情報局　出張版!（隔週配信）

### 終了したコーナー
- オレンジテントに集いし神々たち
- 『ヴァルキリーコンプレックス』感想文!
- 妄想爆発!?　風見学園第2演劇部 〜放送劇公演〜（F.L. 応援企画）
- 『D.C.II Fall in Love』感想文!

## ゲスト
- 第7回 小倉結衣
- 第10回 高宮梓
- 第21回 加瀬愛奈
- 第25,26回 tororo
- 第28回 たにはらなつき
- 第30回 雨野智晴
- 第43回 佐藤ひろ美

## CD
- D.C.to VC RADIO ラジオCD Vol.1（2009年9月11日発売）
- D.C.to VC RADIO ラジオCD Vol.2（2010年1月29日発売）
- D.C.to VC RADIO ラジオCD Vol.3（2010年6月25日発売）